# وادان یاردس
وادان یاردس (انگلیسی: Wadan Yards) شرکت کشتی‌سازی نروژی است، که در سال ۱۹۹۰ تأسیس شد.